# Renault Premium Long Distance
Dedicado al transporte organizado, el Renault Premium es un camión fabricado por Renault Trucks y comercializado en la red de concesionarios de Renault Trucks, destinado al transporte de lotes, transporte frigorífico, transporte en cisterna,... El Renault Premium está preparado para transportarlo todo. Es polivalente y flexible y con la mejor carga útil del mercado.

## Motor
Tres potencias están disponibles con el motor de 6 cilindros denominado DXi11. Es un motor con inyección electrónica de alta presión mediante inyectores bomba, y con una cilindrada total de 10,8 litros.
Las potencias disponibles son 3: 370 CV, 410 CV y 450 CV con distribución trasera (menor ruido y vibraciones en cabina). Además el turbocompresor está equipado con una válvula de descarga "wastegate" en las potencia de 410 y 450 CV.
- 370 DXi

Potencia: 270 kW a 1900 r. p. m.
Par: 1735 Nm de 1000 a 1400 r. p. m.
- 410 DXi

Potencia: 295 kW a 1900 r. p. m.
Par: 1900 Nm de 1000 a 1400 r. p. m.
- 450 DXi

Potencia: 331 kW a 1900 r. p. m.
Par: 2140 Nm de 1000 a 1300 r. p. m.
El sistema de post tratamiento escogido por Renault Trucks para responder a la norma Euro 4 y anticipar Euro 5 es el sistema SCR (Selective Catalytic Reduction), que mejora la calidad de los gases de escape por un procedimiento de inyección de AdBlue. El nivel de emisión de partículas es tratado en su origen mediante la optimización de la combustión del motor; los óxidos de nitrógeno (NOx) producidos por la combustión del gasóleo son transformados en agua y en nitrógeno (principal componente del aire), mediante catálisis con la inyección de AdBlue en el escape.
El sistema se compone d evarios elementos:
- Un depósito de AdBlue.
- Un módulo de dosificación del AdBlue.
- Un catalizador en el cual es pulverizado el AdBlue que permite la trnasformación del NOx en nitrógeno (N2) y agua (H20).
- Los captadores que aseguran el buen funcionamiento del conjunto del sistema (captador de NOx, nivel y temperatura del AdBlue, medida de la temperatura de los gases de escape,...).

## Cajas de cambio
Mecánicas o robotizadas, las cajas de cambio del Renault Magnum han sido diseñadas para sacar el mejor partido al motor DXi11.

### Cajas mecánicas ZF
Son 2 cajas de 16 velocidades:
- ZF 2320 TD (16,41 / 1)
- ZF 2520 TO (13,8 / 0,84)

Estas cajas de cambio están equipadas con:
- Super H:

Un mando seguro que consiste en superponer las velocidades 5ª a 8ª sobra las velocidades 1ª a 4ª.

Una electroválvula protege el sistema de los cambios de velocidad erróneos.

Protección del sincronizador del doblador de gama de la caja.

Evita el sobre-régimen del motor.

- Servoshift:

El Servoshift permite reducir los esfuerzos vinculados a los cambios de velocidad, gracias a un mando neumático del cambio por cables.

### Caja automatizada
Denominada Optidriver+ y con mando en el volante, es más ligera, compacta y silenciosa (-2 dB) asegurando un cambio de velocidades todavía más rápido, y un confort y movilidad óptima en toda circunstancia.

A cada instante, incluso en el arranque, la caja Optidriver+ tiene en cuenta la carga, la pendiente, la cartografía del motor, la cadena cinemática y la petición de aceleración o de ralentización para engranar la relación más apropiada.

Optimizando permanentemente la utilización del motor en la zona de su mejor rendimiento, Optidriver+ permite no sólo consumir menos (-3% por término medio), sino también refuerza la longevidad del motor.

Compacta y ligera, la caja Optidriver+ ofrece una ganancia de peso de 60 kg con relación a las cajas mecánicas y contribuye a mejorar la carga útil.

La caja Optidriver+ forma siempre un conjunto con el sistema de frenos Optibrake.

## Frenado
Freno motor, freno de escape, ralentizadores, frenos de servicio... el Renault Premium Ruta (o Long Distance) dispone de un sistema de frenado centralizado que gestiona el conjunto de los frenos y ofrece una seguridad excepcional con una deceleración de 7 m/s2, cuando las normas exigen 5 m/s2.

- Frenos de disco
* EBS 5 de nueva generación.
* Ayuda al frenado de urgencia.
* Asistente al arranque en pendiente.
* ABS y antipatinaje de las ruedas (ASR).
* ESP, Programa de Estabilización Electrónica (sobre rígido no remolcador y sobre tractora).
Oferta completa de ralentizadores hidráulicos acoplados al sistema de frenado para mayor confort y seguridad (corte automático al acelerar, corta al activarse el sistema ABS y conexión automática por el EBS que detecta las condiciones de adherencia).

### Freno motor:Optibrake
Asociado a la nueva caja de cambios Optidriver+, el freno motor Optibrake ofrece unas prestaciones excepcionales de hasta 275 kW a 2300 r. p. m., y dando una potencia de ralentización de 160 kW a sólo 1500 r. p. m.
El sistema Optibrake se ofrece como opción.

### Ralentizadores
También se ofrecen como opción los siguientes tipos de ralentizadores:
- Intarder: con una potencia de 500 kW con la caja mecánica. Es un ralentizador hidráulico totalmente integrado en la caja de cambios.
- VOITH: con la caja automatizada y una potencia de 500 kW.

## Polivalencia y adaptabilidad

### Chasis modular
Las características de los chasis responden a las diferentes necesidades específicas de los transportistas:
- Amplia oferta de distancias entre ejes.
- Altura de los vehículos variadas para los transportistas que necesiten volumen.
- Espesor del larguero reducido para optimizar la carga útil.
- Largueros reforzados para las aplicaciones severas.
- Optimización de los elementos suspendidos para cada configuración.

### ECS, las suspensión adaptable
El ECS (Electronic Control Suspension) permite adaptar el vehículo a la aplicación del usuario:
- Mejora de la estabilidad del vehículo y flexibilidad para las operaciones de carga y descarga.
- Regulación de la altura, amplitud de regulación (-100 mm, +150 mm).

El ECS también ofrece las funciones vinculadas al tercer eje (6x2):
- Gestión de la elevación del tercer eje.
- Destión de la relación de la carga entre los ejes.

### Gama de siluetas y configuraciones
- Rígidos: 4x2 y 6x2
- 3 distancias entre ejes de 3,7 a 6,8 m
- Tractoras: 4x2
- 4 alturas de enganche (1.200/1.100/1.040/950 mm)
- 2 distancias entre ejes (3,9 y 3,7 m para el gran volumen)
- Tractor 6x2 Pusher

### Carrozado y predisposiciones
El pretaladrado del chasis permite desplazar el travesaño trasero sobre los largueros y ajustar el saliente trasero.

Un kit de tornillería facilita la colocación del falso chasis y asegura un montaje de calidad.

Para dar la mejor respuesta a las necesidades de las diferentes aplicaciones, la oferta de tomas de fuerza has sido optimizada en términos de utilización y fiabilidad: gestión electronizada y segura.

### Cabinas
El Renault Premium Ruta puede equipar dos tipos de cabina:
- Cabina corta (profundidad de 1,6 m).
- Cabina larga (profundidad de 2,2 m), disponible en 2 versiones: con techo normal y con techo sobre-elevado.

Las cabinas largas de techo sobre-elevado están disponibles en tres niveles d eacabado: Alliance, Privilege y Excellence.

## Costos de explotación
Para responder a la norma Euro4 y anticipar Euro5, Renault Trucks ha elegido la tecnología SCR:
* Reducción del consumo de combustible del 5% con relación a la media de los vehículos Euro 3 y a los vehículos Euro 4 con EGR.
* Optimización de los costos de mantenimiento.
* Sin mantenimiento específico del sistema SCR.
* Sin necesidad de un aceite de motor específico (como el caso de los motores con EGR).
* Sin impacto sobre los intervalos de cambio de aceite.
* Duración de la tecnología SCR idéntica a la del vehículo.
* Insensibilidad a la calidad del combustible.
* Fiabilidad: el sistema SCR es simple y ampliamente experimentado.
* Se cumple la norma Euro 5 desde ya.

Reducción de los costos de mantenimiento:
* Intervalos de cambio de aceite motor hasta 100.000 km con aceites Renault Trucks Oils.
* Mantenimiento facilitado de los puentes (primer cambio suprimido), cambio de aceite cada 240.000 km en utilización estándar o 120.000 km en utilización severa con aceites Renault Trucks Oils.
Renault Premium Ruta (o Long Distance) se complementa con el Renault Magnum para el ámbito del transporte de larga distancia, y se complementa además, con una oferta de servicios muy amplia (extensión de garantía o Expandys, contrato de mantenimiento o Start&Drive, etc.) y sus usuarios beneficiarse del saber-hacer de una vasta red de reparadores especializados: 1150 talleres Renault Trucks en Europa..
- Datos: Q6105463